# مسائل زبانی و برنامه‌ریزی زبانی

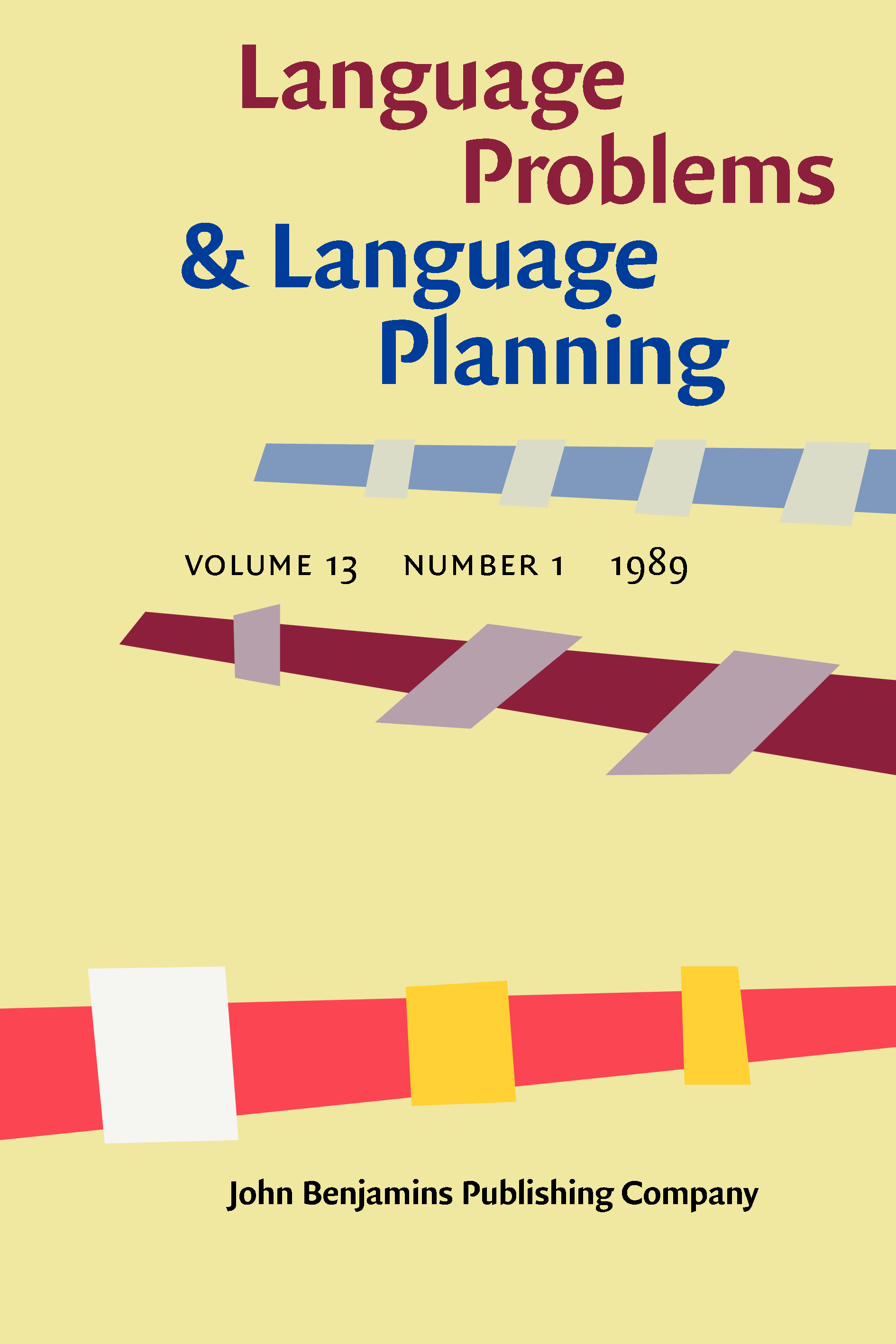
جلد مجله (مسائل زبانی و برنامه‌ریزی زبانی)، جلد ۱۳، شماره ۱

مسائل زبانی و برنامه‌ریزی زبانی (به انگلیسی: Language Problems and Language Planning) مجله‌ای علمی و چندزبانه است که انتشار مقالات مربوط به ابعاد سیاسی، جامعه‌شناختی، و اقتصادی زبان و نحوهٔ به‌کارگیری از زبان را بر عهده دارد.
این مجله در سال ۱۹۶۹ با عنوان اسپرانتوئیِ مشکل زبان جهانی (به اسپرانتو: La monda lingvo-problemo) تأسیس گردید. پروفسور ماریو پی زبان‌شناس برجستهٔ ایتالیائی-آمریکایی، از ابتدای تولد این مجله عضو هیئت سردبیری آن بود. در آن زمان ناشر این مجلهٔ علمی انتشاراتی موتون (به انگلیسی: Mouton) بود.
در سال ۱۹۷۷ تغییر عنوان این مجله انجام پذیرفت و ناشر فعلی این مجلهٔ زبان‌شناسی شرکت انتشاراتی جان بنجامینز (به انگلیسی: John Benjamins Publishing Company) در آمستردام هلند است.
سردبیر فعلی (اکتبر ۲۰۱۵) این مجله پروفسور همفری تونکین استاد دانشگاه و اسپرانتیست مشهور آمریکایی است. اعضای هیئت سردبیری نیز پروفسور پروبال داشگوپتا هندی (پرزیدنت سابق سازمان جهانی اسپرانتو) و پروفسور مارک فتس کانادائی (پرزیدنت کنونی سازمان جهانی اسپرانتو) هستند.